# Liolaemus jamesi
Liolaemus jamesi är en ödleart som beskrevs av  George Albert Boulenger 1891. Liolaemus jamesi ingår i släktet Liolaemus och familjen Tropiduridae.

## Underarter
Arten delas in i följande underarter:
- L. j. jamesi
- L. j. aymararum
- L. j. pachecoi